# Брённбю
Брённбю (дат. Brøndby Kommune) — коммуна в столичном регионе (дат. Region Hovedstaden) Дании. Площадь — 20,65 км², что составляет 0,05 % от площади Дании без Гренландии и Фарерских островов. Численность населения на 1 января 2008 года — 33831 чел. (мужчины — 16476, женщины — 17355; иностранные граждане — 3229).
В состав коммуны входят Брённбюёстер (Brøndbyøster), Брённбювестер (Brøndbyvester), Брённбю Странн (Brøndby Strand).
Здесь находится поселение, известное своей круглой планировкой.

## Железнодорожные станции
- Брённбюёстер (Brøndbyøster)
- Брённбю Странн (Brøndby Strand)